# Tina Turns the Country On!
Tina Turns the Country On! је први солни студијски албум америчке певачице Тине Тарнер. Албум је снимљен у време када је Тина још била у саставу Ike & Tina Turner Revue. Албум је снимљен у студију Ајка Тарнера Baltic Sound, иако је албум продуцирао Том Такер. У резултат тога, албум је објављен 1974. године у САД. Иако албум није постигао комерцијални успех и није нашао признање на топ листама, албум је номинован за награду Греми.

## Списак пјесама
| №  | Назив                                 | Аутор(и)           | Трајање |  |
| 1. | Bayou Song                            | P.J. Morse         | 3:22    |  |
| 2. | Help Me Make It Through the Night     | Kris Kristofferson | 2:48    |  |
| 3. | Tonight I'll Be Staying Here With You | Bob Dylan          | 2:58    |  |
| 4. | If You Love Me (Let Me Know)          | John Rostill       | 3:00    |  |
| 5. | He Belongs to Me                      | Bob Dylan          | 3:59    |  |

| №  | Назив                        | Аутор(и)                   | Трајање |  |
| 1. | Don't Talk Now               | James Taylor               | 2:58    |  |
| 2. | Long Long Time               | Gary White                 | 4:42    |  |
| 3. | I'm Movin' On                | Hank Snow                  | 2:37    |  |
| 4. | There'll Always Be Music     | Dolly Parton               | 4:10    |  |
| 5. | The Love That Lights Our Way | Fred Karlin, Marsha Karlin | 3:15    |  |